# ادی جانسون (راننده مسابقه)
ادی جانسون (انگلیسی: Eddie Johnson؛ زادهٔ ۱۰ فوریهٔ ۱۹۱۹ در ریچموند، ویرجینیا، درگذشتهٔ ۳۰ ژوئن ۱۹۷۴ در کلیولند، اوهایو) رانندهٔ مسابقات اتومبیل‌رانی فرمول یک اهل ایالات متحده آمریکا بود که از فصل ۱۹۵۲ تا ۱۹۶۰ در مجموع در ۹ گراند پری شرکت کرد.
او در طول دوران فعالیت خود در فرمول یک تنها ۱ امتیاز را به نام خود به‌ثبت رساند.
جانسون در ۳۰ ژوئن ۱۹۷۴ بر اثر حادثهٔ سقوط هواپیما در کلیولند، اوهایو درگذشت.